# 緑博園駅
緑博園駅（りょくはくえんえき）は、南京市建鄴区にある、南京地下鉄の駅である。9号線と10号線が乗り入れ、両路線の接続駅となっている。

## 駅名
駅名については、事業着手当初は南京地下鉄集団は「緑博園駅」の仮称を用いており、2012年7月に「緑博園駅」を駅名として第一次公示され、営業開始前に駅名が「緑博園駅」に決定したことが発表された。

## 歴史
- 2014年7月1日、10号線の駅として開業[2]。

## 隣の駅
南京地下鉄
■9号線
上新河駅 - 緑博園駅 - 江蘇大劇院・憲法広場駅
■10号線
夢都大街駅 - 緑博園駅 - 江心洲駅